# Castelo de Curiel de Duero

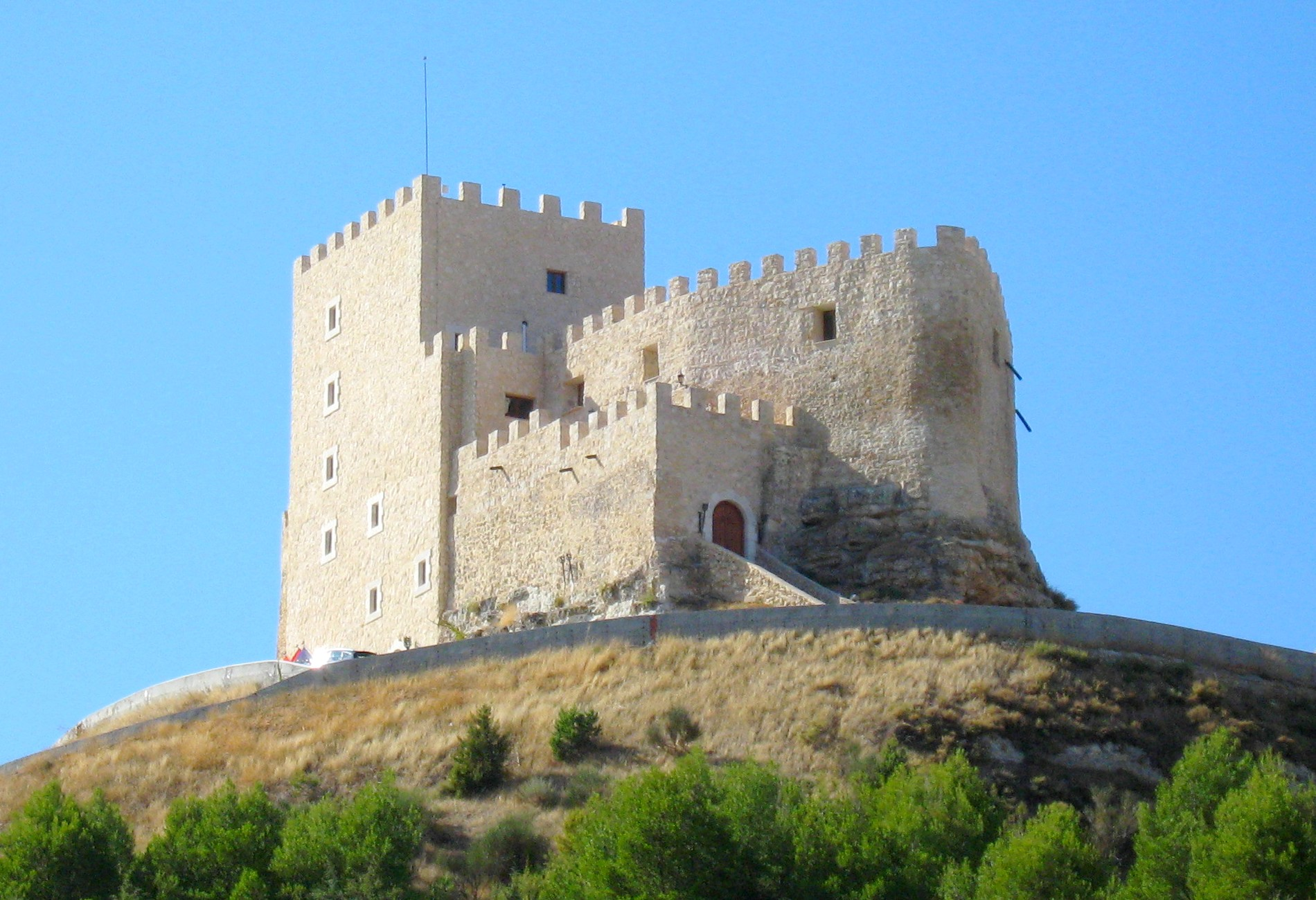
Castelo de Curiel de Duero, Espanha.

O Castelo de Curiel de Duero (em espanhol: Castillo de Curiel de Duero) localiza-se no município de Curiel de Duero, província de Valladolid, na comunidade autónoma de Castela e Leão, na Espanha.
Ergue-se no ponto mais elevado da província, controlando o vale do rio Douro, em posição dominante sobre a povoação que dá nome ao castelo.

## História
O Castelo de Curiel de Duero é o mais antigo da Província de Valladolid, posto que a primitiva ocupação de seu sítio remonta a uma fortificação romana, tendo sido encontrados vestígios que remontam ao século IV. Posteriormente reocupado, as suas primitivas muralhas datam, provavelmente, do século VII.
Na Idade Média, nomeadamente no contexto da Reconquista cristã da Península Ibérica, constituiu-se como um núcleo da repovoação do Vale do Douro, entre o século IX e o século XI. A partir do século XI, o castelo figura em diversos documentos, onde se detalha que foi propriedade de diversos reis de Leão e Castela, entre os quais se destacam os nomes de Afonso VII de Leão e Castela, Afonso VIII de Castela, Afonso IX de Leão, Fernando III de Leão e Castela, o Santo, Afonso X de Leão e Castela, o Sábio, Sancho IV de Leão e Castela, o Bravo, Afonso XI de Castela, Pedro I de Castela, o Cruel ou o Justiceiro, Henrique II de Castela, e outros monarcas.
Do mesmo modo, integrou o dote de diversas rainhas, como por exemplo, Berengária de Castela, a Grande, Dona Violante, a Infanta Estefania ou Leonor Plantageneta.
Com o passar do tempo e a falta de mantimentos, o castelo chegou ao século XX em ruínas, tendo sido recentemente restaurado por um particular, que o converteu num recinto hotelero.

## Curiosidades
- Um adágio popular está ligado ao castelo: "Buen castillo tendría Peñafiel, si no tuviera a la vista el de Curiel" ("Bom castelo teria Penafiel, se não tivesse à vista o de Curiel").